# George Vail

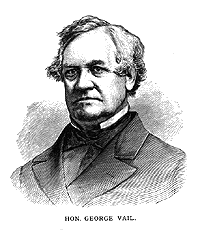
George Vail

George Vail (* 21. Juli 1809 in Morristown, New Jersey; † 23. Mai 1875 ebenda) war ein US-amerikanischer Politiker. Zwischen 1853 und 1857 vertrat er den Bundesstaat New Jersey im US-Repräsentantenhaus.

## Werdegang
George Vail entstammte einer Familie, die in der Eisenverarbeitungsbranche tätig war und nahe Morristown ein Eisenwerk betrieb. Später wurde die Familie unter anderem auf dem Gebiet der Telegraphie und im Transportwesen tätig. Die Firma arbeitete auch mit Samuel Morse zusammen. George Vails Cousin Theodore Newton Vail (1845–1920) war der erste Präsident der American Telephone & Telegraph Company.
Vail besuchte zunächst vorbereitende Schulen und dann die Morristown Academy. Danach stellte er Instrumente für den Telegraphendienst her. Gleichzeitig begann er als Mitglied der Demokratischen Partei eine politische Laufbahn. In den Jahren 1843 und 1844 war er Abgeordneter in der New Jersey General Assembly. Im Jahr 1851 vertrat er den Staat New Jersey auf der Weltausstellung in London. 1850 kandidierte er noch erfolglos für den Kongress. Bei den Kongresswahlen des Jahres 1852 wurde Vail dann im vierten Wahlbezirk von New Jersey in das US-Repräsentantenhaus in Washington, D.C. gewählt, wo er am 4. März 1853 die Nachfolge von George Houston Brown antrat. Nach einer Wiederwahl konnte er bis zum 3. März 1857 zwei Legislaturperioden im Kongress absolvieren. Diese waren von den Ereignissen im Vorfeld des  Bürgerkrieges geprägt.
Im Jahr 1858 wurde Vail von Präsident James Buchanan zum amerikanischen Konsul in Glasgow (Schottland) ernannt. Diesen Posten bekleidete er bis zum 10. August 1861. Nach seiner Rückkehr nach Morristown Jersey befasste er sich mit literarischen Angelegenheiten. Außerdem war er Mitglied im Begnadigungsausschuss seines Staates. Von 1865 bis 1871 war er Richter am New Jersey Court of Errors and Appeals. George Vail starb am 23. Mai 1875 in seiner Heimatstadt Morristown, wo er auch beigesetzt wurde.